# Ziehl-Abegg
Ziehl-Abegg SE (do roku 2013 Ziehl-Abegg AG) je německý výrobce ventilátorů pro vzduchovou a klimatizační techniku a hnacích motoru pro výtahy. Hlavní sídlo podniku se nachází v německém městě Künzelsau v regionu Hohenlohe.
Ke skupině patří jak Ziehl-Abegg SE, Künzelsau (hlavní sídlo), tak Ziehl-Abegg Automotive GmbH, Künzelsau, stejně jako všechny mezinárodní dceřiné společnosti SE.

## Historie
V roce 1897 vyvinul Emil Ziehl první vnější motor. 2. ledna nebo v červnu 1910 založil společně se švédským investorem Eduardem Abeggem společnost Ziehl-Abegg Elektrizitäts-Gesellschaft m.b.H. se sídlem v Berlín-Weißensee, An der Industriebahn 12-18. Obec Weißensee se v roce 1920 stala součástí berlínského obvodu Weißensee. Ziehl vkládal velké naděje do Abegga, který měl pro podnik vyvinout větrné elektrárny. Poté, co již bylo dáno do oběhu firemní logo, vyšlo najevo, že Abegg není schopen poskytnout slíbené finanční prostředky a dodaný patent větrných motorů byl nepoužitelný. Abegg proto ještě ve stejném roce podnik opět opustil.
Po kapitulaci Německa v roce 1945 byl výrobní závod na příkaz Sovětské vojenské správy v Německu (SMAD) demontován a přemístěn do Sovětského svazu. V Západním Německu byl závod v Künzelsauer Schlossmühle od roku 1947 obnoven bratry Güntherem a Heinzem Ziehlovými. V roce 1960 se spustila výroba vnějšího motoru jako pohonu ventilátoru. V roce 1973 začala internacionalizace a v roce 2001 následovala přeměna na akciovou společnost v rodinném vlastnictví.
Prodejní pobočky existují v Polsku, Číně, Rusku, USA, České republice, Švédsku, Velké Británii, Dánsko, Finsku, Francii, Itálii, Austrálii, Singapuru, Švýcarsku, Rakousku, Ukrajině, Španělsku, Beneluxu, Jihoafrické republice, Japonsku, Turecku, Indii a Brazílii.
Zakladatelé několika konkurenčních podniků (Gebhardt, ebm-papst, Rosenberg Ventilatoren) byli před založením vlastní firmy zaměstnanci společnosti Ziehl-Abegg. Před založením vlastního podniku v roce 1981 byl Wilhelm Gebhardt dříve zaměstnán ve vývoji společnosti Ziehl-Abegg a Karl Rosenberg v odbytovém oddělení u Ziehl-Abegg.

## Produkty
Ve vzduchotechnice jsou vyráběny axiální a radiální ventilátory o průměru 190 až 1400 mm a také motory společně se sladěnou regulační technikou. Oblasti použití jsou např. tepelná technika, chladicí technika a technika čistých prostorů.
Ziehl-Abegg jako první podnik na světě na konci 80. let zavedl do vzduchotechniky EC-motory (viz také bezkartáčový stejnosměrný motor). V 90. letech byly zkoseny listy rotoru a v roce 2006 získaly pro minimalizaci vytváření hluku bionický profil. Jako první podnik na světě vyvinula společnost Ziehl-Abegg (2013) bioventilátor, který je vyroben z biopolymeru (ricinový olej).
V oblasti techniky pohonu jsou vyvíjeny elektrické motory pro výtahy, lékařské použití (počítačové tomografy) a pro autobusy.

## Pobočky

### Ziehl-Abegg SE

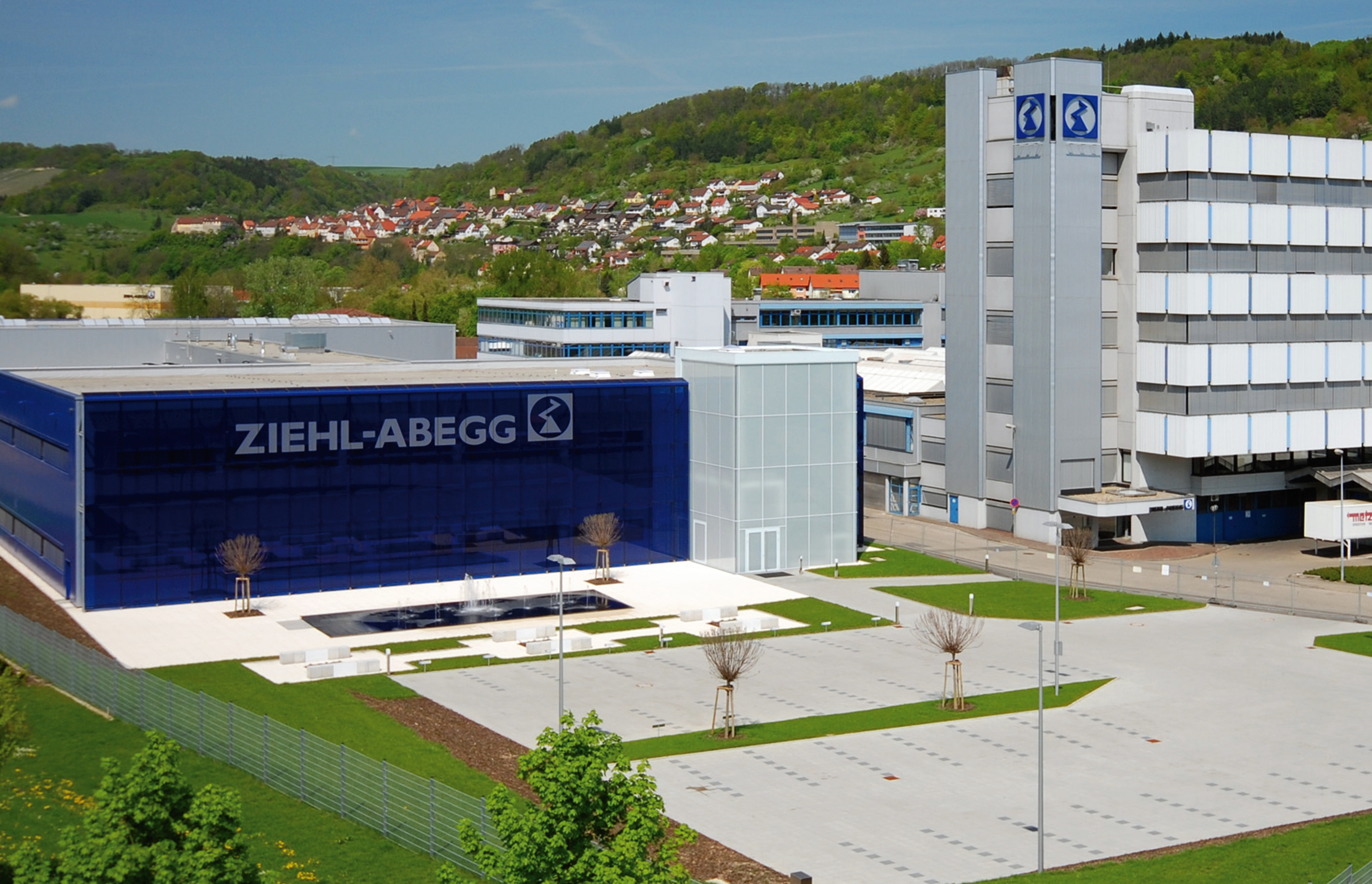
Sídlo Ziehl-Abegg v Künzelsau

Mateřský závod sídlí v ulici Heinz-Ziehl-Straße a pobočný závod v ulici Würzburger Straße, oba v Künzelsau. Zde podnik od roku 2008 provozuje světově největší kombinovanou měřicí ústřednu a zkušebnu ventilátorů.
Další stanoviště: Schöntal-Bieringen a dva závody v obci Kupferzell na ulici Günther-Ziehl-Straße v průmyslovém parku Hohenlohe.

### Ziehl-Abegg France SARL
Výroba elektrických motoru a kompletních ventilátorových systémů pro chladicí a větrací průmysl se nachází ve Villieu u Lyonu ve Francii. Zde pracuje 118 zaměstnanců na ploše 10.000 m².

### Ziehl-Abegg KFT
V prosinci 1994 byla společností ZIEHL-ABEGG GmbH. & Co. založena společnost ZIEHL-ABEGG Motor-és Ventillátorgyártó Kft. v Marcali (Maďarsko) s kmenovým kapitálem 84.570.000 forintů. Vyrábí vzduchotechnická zařízení, speciální elektromotory, axiální a radiální ventilátory a příslušenství pro zemědělství, strojírenský průmysl, klimatizace a chladírenský průmysl. Díly jsou vyráběny ve třech závodech, celková plocha provozu je 62.000 m².

## Vzdělávání a studium
Vzdělávací kvóta dosahuje u společnosti Ziehl-Abegg skoro 10 procent. V roce 2014 udělila obchodní a průmyslová komora (IHK) společnosti Ziehl-Abegg jako pilotnímu podniku pečeť „Dualis“ za znamenité vzdělávání. Společností „Human Resource Excellence Awards“ byl Ziehl-Abegg v prosinci 2012 oceněn za svou znamenitou „kulturu vítání“ zahraničních odborníků. Tento úspěšný model duálního vzdělávání společnost Ziehl-Abegg vyváží také do jiných zemí: v roce 2013 začalo v závodě v Maďarsku duální vzdělávání, v roce 2016 pak poprvé také duální studium.